# Al-Hàssan ibn Sahl
Al-Hàssan ibn Sahl ibn Zadhanfarukh o, més senzillament, Al-Hàssan ibn Sahl (? - Fam al-Silh, 850/851) fou un visir i governador abbàssida al servei d'al-Mamun. Era germà del visir Al-Fadl ibn Sahl ibn Zadhanfarukh i com aquest d'origen iranià i fill d'un zoroastrià.
Va servir a les ordres del barmàquida Al-Fadl ibn Yahya abans del 803. Després del 809 va donar suport a al-Mamun contra el seu germà al-Amin i el 812, el va nomenar director de l'import de les terres (al-kharadj) a les províncies que al-Mamun controlava.
El 813 fou nomenat governador de Khorasan i enviat a l'Iraq on va exercir el govern mentre el califa encara restava a Merv (així doncs amb les posicions canviades) i durant la seva administració es van revoltar els alides Ibn Tabataba i Abu-s-Saraya aix-Xaybaní (814); no disposava de forces per combatre la rebel·lió i el general Harthama ibn Ayan ja estava de camí de tornada cap al Khurasan, quan fou cridat per fer-hi front; el general va tirar enrere i es va enfrontar a Abu-s-Saraya a Kasr Ibn Hubayra (maig/juny del 815) i el va derrotar. També es va produir l'aixecament de la població de Bagdad que va declarar deposat a al-Mamun i va nomenar califa a Ibrahim ibn al-Mahdi.
Al-Mamun va decidir retornar a Bagdad (818) i en el curs del viatge el visir al-Fadl ibn Sahl ibn Zadhanfarukh fou assassinat a Sarakhs el febrer d'aquell any. Els rumors deien que el mateix califa havia instigat l'assassinat. Mort al-Fadl el califa va nomenar visir al seu germà Hasan ibn Sahl ibn Zadhanfarukh però aquest es va retirar tot seguit de la vida pública (tot i que va romandre amic del califa) i es va instal·lar a Fam al-Silh, prop de Wasit, a les terres familiars. En aquest lloc es van celebrar les fastuoses cerimònies de l'enllaç de la seva filla Buran amb el califa al-Mamun (825/826), filla a la que va donar el palau de Kasr al-Hasani que Hasan tenia al sud de Bagdad.